# 峨眉山站
峨眉山站，位于中华人民共和国四川省乐山市峨眉山市峨眉山景区，是成贵客运专线上的高铁站，成贵客运专线峨眉山支线的终点站。于2014年12月20日启用营运，成都局集团管辖。工程建设期间曾名为天下名山站。

## 車站周邊
- 峨眉山风景名胜区
- 峨秀湖国际度假区游客接待中心
- 秀湖印象酒店
- 秀湖国际大酒店
- 西坝窑博物馆
- 峨眉山演艺中心
- 黄湾乡老年大学
- 四川省食品药品学校
- 萌熊王国

## 歷史
- 2014年12月20日通车启用。[3][4]

## 外部連結
- 中国铁路客户服务中心 （页面存档备份，存于）